# Заботливые лягушки
Заботливые лягушки (лат. Rheobatrachus) — род бесхвостых земноводных. Эндемики Австралии. В роду два узкоареальных вида, оба считаются вымершими с середины 1980-х годов.
Вид Rheobatrachus silus был уникален тем, что самки этого вида вынашивали детёнышей в желудке. Когда развитие лягушат заканчивалось, самка отрыгивала их наружу.
В Университете Нового Южного Уэльса в Австралии ведутся работы по восстановлению Rheobatrachus silus. Этот проект назван Lasarus Project в честь библейского Лазаря. Идея заключается в пересадке ядра замороженных соматических клеток реобатрахуса в яйцеклетку близкого вида — Mixophyes fasciolatus. По состоянию на март 2013 года удалось получить эмбрионы с несколькими сотнями клеток, но дальше гаструляции развитие не идёт. Но, по-видимому, неудача вызвана не повреждённостью ядра или его несовместимостью с цитоплазмой, а недостатками техники эксперимента: то же самое происходит и при аналогичных манипуляциях с ядром и цитоплазмой от современных лягушек одного и того же вида.

## Классификация
На ноябрь 2018 года в род включают 2 вида:
- Rheobatrachus silus Liem, 1973 — Заботливая лягушка
- Rheobatrachus vitellinus Mahony, Tyler & Davies, 1984